# Chariton Prokofjewitsch Laptew
Chariton Prokofjewitsch Laptew (russisch Харитон Прокофьевич Лаптев; * 1700 nahe Welikije Luki; † 21. Dezember 1763 ebenda) war ein russischer Marineoffizier und Polarforscher.
1718 trat Laptew als Kadett in die russische Marine ein. 1733 nahm er an der Zweiten Kamtschatkaexpedition teil. Laptew war Mitglied der nördlichen Gruppe unter Wassili Prontschischtschew und führte diese nach Prontschischtschews Tod 1736 an. Gemeinsam mit Semjon Tscheljuskin beschrieb er die Taimyrhalbinsel von der Mündung der Chatanga bis zur Mündung der Pjassina. Laptew entdeckte auch einige Inseln. Nach der Expedition kehrte Laptew zur Marine zurück und diente in der Baltischen Flotte.
Nach Laptew ist ein Teil der Küste der Taimyrhalbinsel, ein Kap auf der Tscheljuskin-Halbinsel und die Laptewsee benannt. Letztere erinnert gleichzeitig an seinen Cousin Dmitri Laptew, ebenfalls ein Polarforscher.